# Remusatia
Remusatia é um género botânico pertencente à família Araceae.

## Espécies
- Remusatia hookeriana
- Remusatia pumila
- Remusatia vivipara
- Remusatia yunnanensis